# Jean Van de Velde
Jean Van de Velde (* 29. Mai 1966 in Mont-de-Marsan, Frankreich) ist ein Profigolfer. Er wurde in Golferkreisen weltberühmt für sein unverständliches Versagen am letzten Loch bei der Open Championship 1999 im schottischen Carnoustie.

## Karriere
Van de Velde wurde als Amateur zweifacher französischer Jugendmeister und gewann schließlich auch die French Amateur Championship und vertrat sein Land bei der Eisenhower Trophy. Im Jahr darauf, 1987, wurde er Berufsgolfer und qualifizierte sich 1989 für die European Tour. Van de Velde spielte eher unauffällig, gewann 1993 sein erstes Turnier und konnte sich zweimal in den Top 20 der Geldrangliste klassieren.
Im Jahre 1999 schlug dann seine große Stunde bei der Open Championship. Van de Velde dominierte das Major und führte vor dem letzten Loch mit drei Schlägen Vorsprung – normalerweise unverlierbar. Er wäre der erste Franzose seit 1907 gewesen, der dieses bedeutendste Golfturnier gewonnen hat. Wäre – denn der Franzose brachte das Kunststück fertig und verlor seinen gesamten Vorsprung durch eine Kombination von schlechten Schlägen und persönlichen Fehlentscheidungen auf dem letzten Loch. Er rettete sich zwar in ein 4-Loch-Stechen mit Paul Lawrie und Justin Leonard (USA), welches aber schließlich der Schotte Lawrie für sich entscheiden konnte. In den Runden zuvor hatte Van de Velde auf jenem Loch jeweils ein Birdie gespielt, am Finaltag war es ein fatales Triple-Bogey.
Van de Velde nahm diese golferische Katastrophe mit erstaunlicher Gelassenheit hin und machte sich später noch lustig darüber. Dadurch wurde er zum Helden aller Amateurgolfer und genießt weltweit hohe Popularität in den Golfmedien. Der Verlauf und die emotional Achterbahn dieses Karriere-Highlights wurde in der Netflix-Dokumentationsserie „Die Stärke des Verlierens“ (Staffel 1, Folge 8) unter dem Titel „Das 72. Loch“ thematisiert und auch aus der Sicht Van de Veldes geschildert.
Er spielte elfmal für Frankreich im World Cup, war 1999 Mitglied des europäischen Ryder Cup Teams und 2000 in der siegreichen Mannschaft Europas bei der Seve Trophy. Im traditionsreichen, aber mittlerweile eingestellten Dunhill Cup vertrat Van den Velde sechsmal die Farben Frankreichs.
Nach der Jahrtausendwende wurde Van de Velde von etlichen Verletzungen geplagt, aber 2005 gelang ihm ein Comeback bei den prestigeträchtigen Open de France, wo er erst im Stechen seinem Landsmann Jean-François Remésy unterlag – ironischerweise wieder mit einem Fehlschlag ins Wasser am letzten Loch. 2006 gelang ihm dann doch ein Sieg, bei den Madeira Island Open.

## European Tour Siege
- 1993: Roma Masters
- 2006: Madeira Island Open Caixa Geral de Depositos

## Andere Turniersiege
- 1988: UAP Under-25s Championship
- 1995: French PGA Championship
- 1996: French PGA Championship
- 1998: Championnat de France Pro
- 1999: Championnat de France Pro

## Teilnahme an Teambewerben
- Ryder Cup: 1999
- Alfred Dunhill Cup: 1990, 92, 94, 97, 98, 99
- World Cup: 1989–98, 2000, 2006
- Seve Trophy: 2000 (Sieger), 2011 (Kapitän)